# I'll Be There for You (Solid HarmoniE)
I'll Be There for You is een nummer van de Brits-Amerikaanse meidengroep Solid HarmoniE uit 1998. Het is de eerste single van hun titelloze studioalbum.
Met "I'll Be There for You" brak Solid HarmoniE definitief door. Hoewel het nummer flopte in de Verenigde Staten, bereikte het de 18e positie in het Verenigd Koninkrijk. In de Nederlandse Top 40 was de plaat succesvoller met een 7e positie, terwijl het in Vlaanderen weer minder succesvol was met een 12e positie in de Tipparade.

## Tracklijst
- 12" single, UK (1997)

1. "I'll Be There for You" (Matthias Remix) – 6:45
2. "I'll Be There for You" (Poptastic Full on Mix) – 3:36
3. "I'll Be There for You" (Red 5 Remix) – 6:02
4. "I'll Be There for You" (originele versie) – 3:09

- CD single, Europa (1997)

1. "I'll Be There for You" (singleversie) – 3:09
2. "I'll Be There for You" (Matthias Remix) – 6:45

- CD maxi, Europa (1997)

1. "I'll Be There for You" (singleversie) – 3:09
2. "I'll Be There for You" (Matthias Remix) – 6:45
3. "I'll Be There for You" (Red 5 Remix) – 6:02
4. "I'll Be There for You" (Matthias radioversie) – 3:56

## NPO Radio 2 Top 2000
| Nummer met noteringen in de NPO Radio 2 Top 2000 | '99  | '00  |
| ------------------------------------------------ | ---- | ---- |
| I'll Be There for You                            | 1660 | 1774 |

1. ↑  Een vetgedrukt getal geeft de hoogste notering aan.
2. ↑  Deze tabel is bijgewerkt tot en met de laatste editie (2024).